# 張開地
張 開地（ちょう かいち、生没年不詳）は、古代中国戦国時代の韓の人。
韓の昭侯・宣恵王・襄王の3代の王の相国であり、子の張平も釐王・桓恵王の相国を務めた。張平の子張良は漢の高祖劉邦の覇業を補佐し、蕭何・韓信と共に漢の三傑と称えられた。